# La cruz ardiente
La cruz ardiente (título original: «The Fiery Cross»), es el quinto libro de la Saga Forastera escrito por Diana Gabaldon y perteneciente al género de novela romántica y ficción histórica. Esta entrega narra las aventuras de Claire Fraser y su esposo Jamie Fraser en medio de la guerra entre los Reguladores y la milicia colonial de la Provincia de Carolina del Norte.
Una adaptación televisiva de la saga, llamada Outlander, se estrenó en agosto de 2014 por el canal Starz con Caitriona Balfe, Sam Heughan, Sophie Skelton y Richard Rankin, interpretando a Claire Fraser, Jamie Fraser, Brianna Randall y Roger MacKenzie, respectivamente. La quinta temporada de la serie, que se transmitió de febrero a mayo de 2020, está basada en los eventos de La cruz ardiente.

## Trama
La cruz ardiente retoma la historia exactamente donde se quedó, con Brianna Randall y Roger Mackenzie a punto de casarse y de bautizar a su hijo Jeremiah. Con la revolución estadounidense a solo unos años de distancia y las crecientes tensiones entre los Reguladores y el gobierno colonial debido a los impuestos, Jamie está llamado a formar una milicia para acabar los inicios de la rebelión en Carolina del Norte y arriesgar su vida por un rey que sabe que debe traicionar pronto. Gabaldon entrega los finales a varios hilos de la historia que había tejido a través de Tambores de otoño; misteriosas tramas y personajes se revelan en el curso de esta intrincada novela y, al final, los Frasers y su familia quedan al borde de la guerra.

## Significado del título
Diana Gabaldon siempre supo que este libro se llamaría "La cruz ardiente". Este título hace referencia a la costumbre escocesa de hacer una cruz con palos de madera a la cual se le prendía fuego que un jefe usaba para llamar a sus hombres a la guerra.
Dado que la trama del libro se inicia con la Revolución Americana en el horizonte, y que los escoceses de las Tierras Altas se ven envueltos en ella, el título venía como anillo al dedo. Aparte de los presagios belicosos que implica este símbolo, la palabra ‘cruz’ implica también el entrecruzamiento de las historias.